# Najm al-Din Ayyub

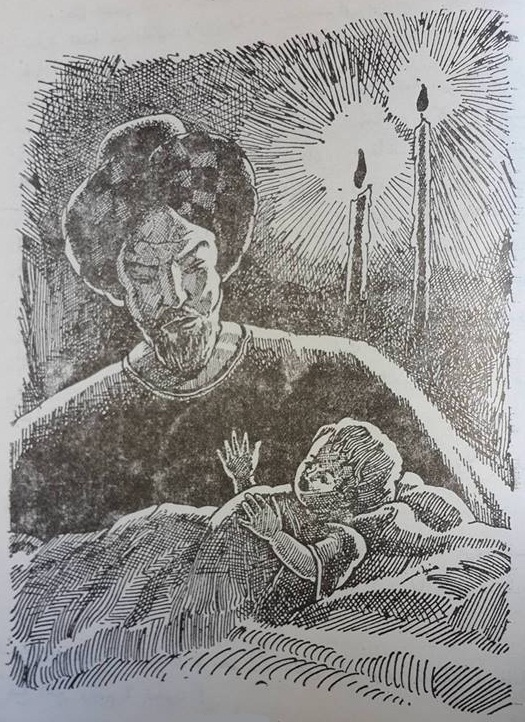
Immagine moderna della nascita di Saladino. Suo padre Najm al-Dīn è raffigurato mentre lo veglia.

al-Malik al-Afḍal Najm al-Dīn Ayyūb ibn Shādhī ibn Marwān (in arabo الملك ألأفضل نجم الدين أيوب بن شاذي بن مروان‎?, in lingua curda di Turchia Necmeddin Eyûbî; Dvin, ... – Il Cairo, 9 agosto 1173) è stato un militare e politico curdo originario della città oggi armena di Dvin, nonché padre di Saladino È dunque l'eponimo della dinastia Ayyubide.

## Vita e carriera
Ayyūb era figlio di Shādhī b. Marwān e fratello maggiore di Shirkuh. La famiglia faceva parte della tribù dei Rawadidi, dei curdi Rawādiyya, a loro volta branca della tribù Hazbāni (in curdo ھەزەبانی‎). È possible che i Rawadidi fossero di origine araba, e che fossero giunti nella regione di Dvin nel 758, provenienti dalla regione di Arbela (moderna Arbil), anche se sappiamo che numerosi protagonisti della storia politica affermavano una loro origine araba malgrado manchino documentazioni storiche che attestino tali pretese. 
L'onomastica di Saladino, del padre e dello zio Shirkuh dimostrano come Najm al-Dīn Ayyūb, Saladino e lo zio fossero Curdi. Peraltro si deve considerare che le ricerche di Vladimir Minorsky si basavano su opere discutibili e soggettive, basate su lavori storici di parte del cronista curdo  Ibn al-Athir.
La famiglia di Najm al-Dīn Ayyūb era strettamente legata alla dinastia shaddadide e, allorché l'ultimo Shaddadide fu deposto a Dvin nel 1130, Shādhī si spostò con tutta la sua famiglia allargata dapprima a Baghdad e poi a Tikrit, dove fu nominato comandante di fortezza (dezdār) dallo Shihna Bihrūz. Ayyūb, un convertito di origine bizantina, succedendo a suo padre quando questi morì.
Prese indiretta parte a una battaglia presso Tikrit, in cui Qarāja al-Safī b. Sinān, governatore del Fārs e del Khuzistān, sconfisse ʿImād al-Dīn Zengī che combatteva contro il Califfo abbaside, ostile al Sultano selgiuchide Maḥmūd II. L'Atābeg di Aleppo poté sfuggire alla morte solo grazie all'aiuto offertogli dal dezdār, che lo mise in salvo coi suoi uomini grazie a imbarcazioni atte a navigare sul fiume Tigri, riuscendo a farlo rifugiare a Mossul. 
Nel 1136, Shīrkūh si dice avesse ucciso a Tikrīt un cristiano con cui era in lite e la famiglia fu per questo esiliata. 
Qualche tempo dopo, Ayyūb divenne dizdār (comandante di fortificazione o di castello) a Tikrīt, dove ebbe la possibilità di salvare la vita a Zengi che, anni dopo, lo ricompensò nominandolo suo Atābeg a Baalbek. 
Quando questa città fu assediata nel 1146 da Muʿīn al-Dīn Unur, l'Emiro (comandante) delle forze armate di Damasco, si arrese senza combattere e si ritirò a Damasco, dove assunse incarichi di una certa importanza da Zengī. Suo fratello Shīrkūh, nel frattempo, entrò al servizio del figlio di Zengī, Nūr al-Dīn b. Zengī, che aveva i suoi piani su Damasco. Quando nel corso della  Seconda Crociata si ebbe l'assedio di Damasco nel 1148, Nūr al-Dīn costrinse  Muʿīn al-Dīn e i Buridi a un'alleanza non gradita. Nūr al-Dīn chiese che la città gli fosse affidata e Ayyūb e Shīrkūh negoziarono per suo conto la resa nel 1154. 
Ayyūb rimase Governatore di Damasco anche con Norandino. 
Il figlio di Ayyūb, Saladino chiese anche lui di rimanere al servizio di Norandino, che lo inviò in Egitto pr assumerne il controllo in nome di Norandino durante il periodo delle invasioni congiunte del Regno crociato di Gerusalemme e dell'Impero bizantino. Nel 1170 Ayyūb raggiunse il figlio in Egitto per convincerlo, su incarico di Norandino, a restaurare la khutba in onore del Califfo abbaside. L'ultimo Imām fatimide fece appena in tempo a offrirgli il visirato, ma Saladino era recalcitrante, e allora gli furono offerte Alessandria, Damietta e al-Buhayra come feudi personali. Numerosi parenti di Saladino lo raggiunsero in Egitto ma Norandino era sospettoso circa le intenzioni di Saladino, pensando giustamente che egli nutrisse ambizioni personali sull'Egitto.

## Morte
Najm al-Din Ayyub fu ferito cadendo da cavallo mentre giocava a polo il 31 luglio 1173, e morì il 9 agosto al Cairo. La sua scomparsa esacerbò la tensione esistente tra Saladino e Norandino, con quest'ultimo che aveva ingiunto al primo di affiancarlo in una spedizione militare contro il Regno di Gerusalemme. Saladino era tornato in Egitto quando seppe della morte del padre. Tuttavia lo strappo verificatosi tra Norandino e il suo sottoposto Saladino non si formalizzò, giacché Norandino morì l'anno dopo e Saladino assunse in breve il controllo totale dell'Egitto e della Siria. Inumato accanto al fratello Shirkuh, dopo due anni i corpi dei due furono traslati a Medina, in una madrasa costruita appositamente.

## Famiglia e figli
Ayyub ebbe numerosi figli:
- Nur al-Din Shahanshah (morto nel 1148)
- al-Malik al-Mu'azzam Shams al-Dawla Turan-Shah (morto nel 1181)
- Salah al-Din Yusuf (Saladino) (1137–1193)
- al-Malik al-Adil Sayf al-Din Abu Bakr Ahmad (Sefardino) (1145–1218)
- Taj al-Muluk Abu Sa'id Buri (morto nel 1184)
- al-Malik al-'Aziz Sayf al-Islam Toghtigin (morto nel 1197)
- Rabi'a Khatun (figlia, m. 1246), moglie di Amir Sa'd al-Din Mas'ud b. Mu'in al-Din Onor, e
- Sitt al-Sham Fatima Khatun (figlia)